# Lidia Noroc-Pînzaru
Lidia Noroc-Pînzaru (n. 4 decembrie 1942, Ustia, raionul Glodeni, gubernia Basarabia, Imperiul Rus) este o actriță de teatru din Republica Moldova.

## Copilărie și studii
Când avea vârsta de 3 ani, Lidia și părinții ei s-au mutat de la Ustia la Bălți, pe strada Salom Aleihem. A învățat la școala nr. 4, unde juca în diferite mini-spectacole organizate de profesoara de limba franceză. După 10 clase, este primită la studii teatrale.
S-a format ca profesoară de limba și literatura română la Institutul Pedagogic Alecu Russo din Bălți (actualmente Universitatea de Stat „Alecu Russo” din Bălți) în perioada 1976-1981, la profesorii E. Botezatu și I. Evtușenco.

## Carieră
A făcut parte din trupa Teatrului Național „Vasile Alecsandri” din Bălți începând cu anul 1959. Primul său rol a fost Ionică, un băiețel de 7 ani, în piesa „Jertfa” de Gheorghe Timofte. A mai interpretat aprox. 70 de roluri, printre care:
- Odochia în Odochia de Ion Puiu
- Valea în Poveste din Irkutsk de Aleksei Arbuzov
- Amalia în Grădina cu trandafiri de Enn Vetemaa⁠(d)
- Luluța în Chirița în provincie de Vasile Alecsandri
- Zamfira în Piatra din casă de Vasile Alecsandri
- Ferchezoanca în Doi morți vii de Vasile Alecsandri
- Ruxanda Doamna în Despot-Vodă de Vasile Alecsandri
- Mița Bostan în D-ale carnavalului de Ion Luca Caragiale
- Zana în Adie, vântule, adie de Rainis⁠(d)
- Rozaria în Familia mea⁠(d) de Eduardo De Filippo
- Croce în Liolà⁠(d) de Luigi Pirandello

A părăsit teatrul în 1990, pentru a munci în sectorul administrativ. În 1990-1999 a fost șefă a Direcției cultură a municipiului Bălți, apoi până în 2003 șefă a direcției județene de cultură. Din 2003 până cel puțin în 2016 este președinte al Consiliului de ramură al Sindicatului lucrătorilor din cultură. A fondat „Clubul Meșterului Popular” și concursul „Steluța Bălțiului”.

## Premii și recunoaștere
Lidia Noroc-Pînzaru a fost distinsă cu următoarele premii:
- Titlul onorific „Artistă Emerită din RSSM” (1981)
- Ordinul „Insigna de Onoare” (1986)
- Medalia „Meritul Civic” (1993)

Biobibliografia artistei (ISBN 978-9975-9712-5-6) a fost alcătuită în 2008 la Biblioteca municipală „Eugeniu Coșeriu” din Bălți de către Zinaida Dolință și Inga Cojocaru.

## Viață personală
Este sora actriței Valentina Noroc-Dolgaciova. A fost căsătorită cu regizorul Anatol Pînzaru. După moartea acestuia, a înființat Fundația „Anatol Pînzaru”, reușind să fondeze și premiul „Anatol Pînzaru” pe lângă Uniunea Teatrală din Republica Moldova.